# Jezioro Grylewskie
Jezioro Grylewskie – jezioro w woj. wielkopolskim, w powiecie wągrowieckim, w gminie Wągrowiec, leżące na terenie Pojezierza Chodzieskiego.

## Dane morfometryczne
Powierzchnia zwierciadła wody według różnych źródeł wynosi od 93,77 ha
przez 98,0 ha do 119,1 ha.
Zwierciadło wody położone jest na wysokości 78,5 m n.p.m. lub 79,8 m n.p.m. Średnia głębokość jeziora wynosi 3,6 m, natomiast głębokość maksymalna 6,5 m.
W oparciu o badania przeprowadzone w 2004 roku wody jeziora zaliczono do wód pozaklasowych.